# Gare de Mareil-Marly
Ne doit pas être confondu avec Gare de Mareil-sur-Mauldre ou Gare de Marly-le-Roi.
La gare de Mareil-Marly est une halte ferroviaire française de la ligne de la grande ceinture de Paris, située sur le territoire de la commune de Mareil-Marly (département des Yvelines).
C'est une halte Société nationale des chemins de fer français (SNCF) qui est desservie par la ligne 13 du tramway depuis le 6 juillet 2022.

## Situation ferroviaire

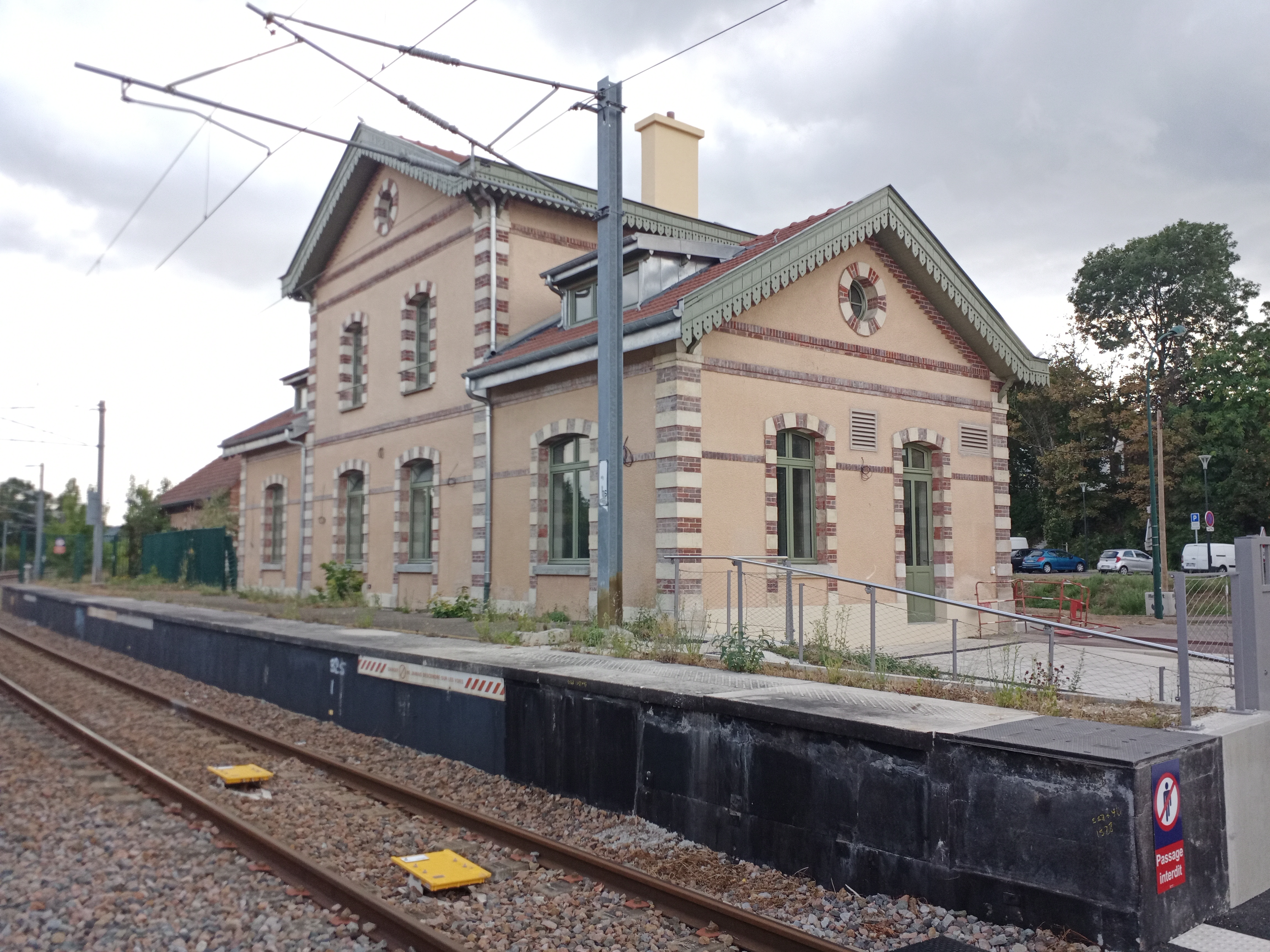
Bâtiment voyageurs, côté quais.

La gare de Mareil-Marly se situe au point kilométrique (PK) 16,242 de la Grande ceinture, entre les gares de L'Étang - Les Sablons et de Fourqueux.
Elle dessert la localité de Mareil-Marly, comptant 3 500 habitants. Peu urbanisée, la commune est enclavée sur un coteau à la lisière orientale de la forêt de Marly. La gare occupe une situation privilégiée, au centre du village.

## Histoire
La section de la ligne de Grande ceinture comprise entre Versailles et Achères ouvre aux voyageurs le 4 septembre 1882 .
Construit en 1882, le bâtiment voyageurs de Mareil-Marly correspond au modèle des gares de troisième classe de la Grande ceinture conçu par l'ingénieur des Ponts et Chaussées Luneau. Ses façades s'ornent de modénatures composées de chaînages, pilastres et frises, où alternent la brique rouge et la pierre. Des lambrequins soulignent ses toitures. Ce modèle a également été utilisé par la Compagnie des chemins de fer de l'Ouest, sur la ligne de Saint-Cloud à Saint-Nom-la-Bretèche.
Jadis, deux marquises s'appuyaient l'une sur la façade de la gare donnant sur le quai, l'autre sur un abri voyageurs édifié sur le quai opposé. Cet agencement est encore visible, en 2019, dans les gares de Louveciennes, Bougival et Vaucresson.
La gare est également dotée d'une halle à marchandises desservie par un embranchement. Une activité de stockage de boissons s'y est poursuivie jusqu'au début des années 1990.
La station ferme aux voyageurs le 15 mai 1939, quand cesse le service sur la section nord de la Grande ceinture  comprise entre Versailles-Chantiers et Juvisy via Argenteuil.
Proche de son état d'origine, la gare sert de décor à plusieurs longs métrages tel Coup de Foudre de Diane Kurys en 1983, ainsi qu’à des films publicitaires.
Pour la mise en service de la Grande ceinture Ouest en 2004, la gare subit de profondes transformations : création d'un passage inférieur au sud, en remplacement du passage à niveau de la rue Tellier Frères ; démolition des deux édicules annexes (WC et lampisterie).
Un local technique est construit à côté de l'ancien bâtiment voyageurs, dont il reprend les codes architecturaux. Dans l'attente d'une réaffectation, ce dernier, dont les ouvertures ont été murées, est entièrement ravalé ; des portes et fenêtres sont peintes en trompe-l'œil.
La cour des voyageurs disparaît par suite des travaux de voirie.
En 2012, 130 voyageurs ont pris le train quotidiennement dans cette gare.
En 2016, les travaux d'aménagement d'un nouveau quartier débutent sur les débords de la gare aux marchandises, en friche depuis plus de deux décennies.
En juillet 2019, l'exploitation ferroviaire cesse afin de commencer les travaux d'aménagement de la ligne pour le tramway express.
Pour dynamiser le quartier, la municipalité a acquis en 2018 l'ancien bâtiment voyageurs afin d'y installer de nouveaux services. Après plusieurs mois de travaux le bâtiment, réaménagé selon le concept de tiers-lieu, propose depuis novembre 2022 un espace café-restauration doté d'une épicerie locale ainsi que des salles destinées au cotravail et aux associations.

### Restructuration à l'ouverture de la ligne T13

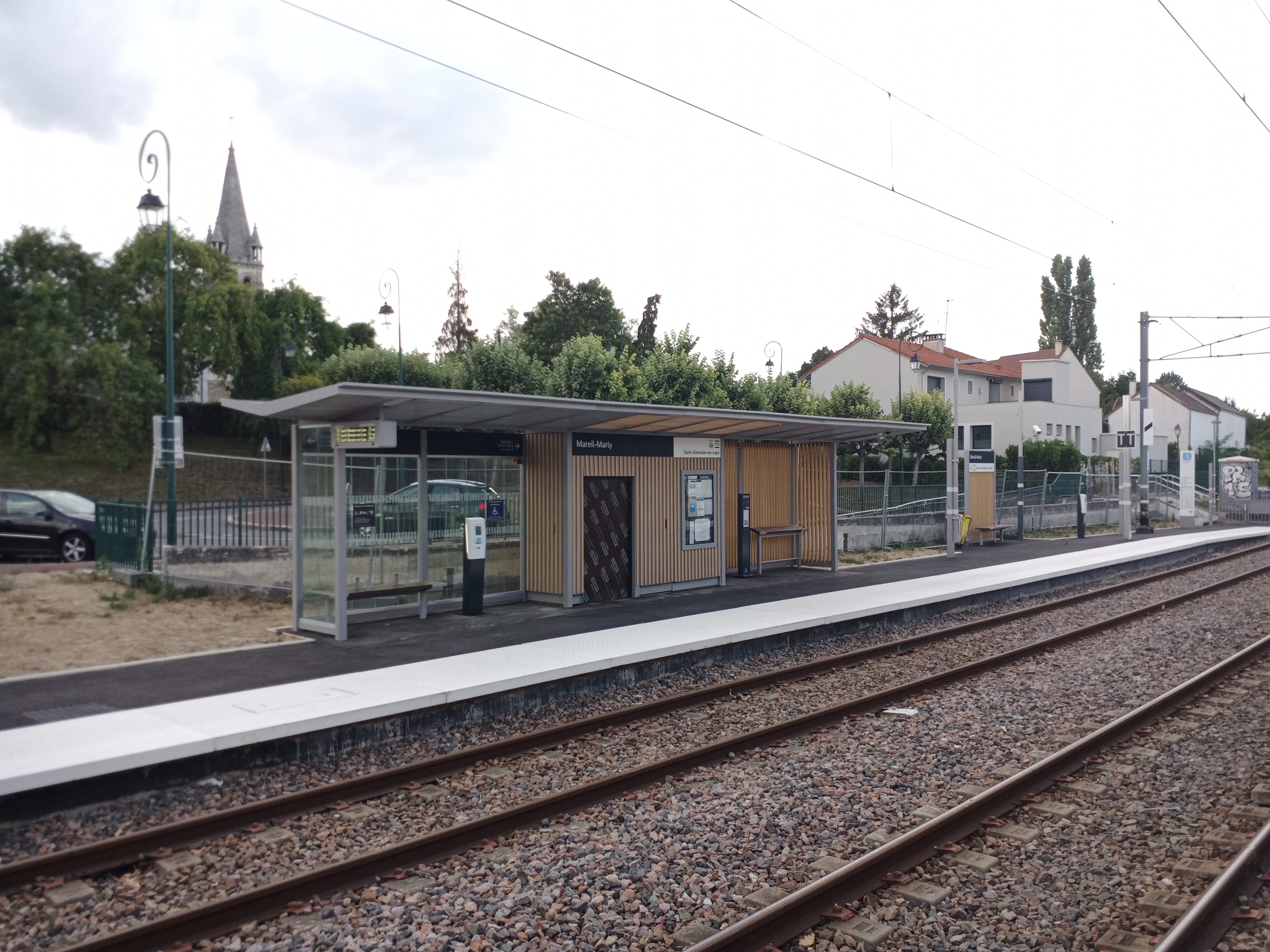
Abri de quai de la station de tramway.

Depuis le 6 juillet 2022, la gare est desservie par la ligne 13 du tramway d'Île-de-France. Le réseau d'autobus sera réorganisé à cette occasion.
Le projet est par ailleurs l’occasion de réorganiser l’intermodalité. Un arrêt de bus dans chaque sens de circulation est créé, pour la ligne R 5 notamment, ainsi qu’une zone de régulation et un rond-point de retournement. Un abri à vélo et un espace de dépose / reprise pour les voitures sont également aménagés.

## Service des voyageurs

### Accueil

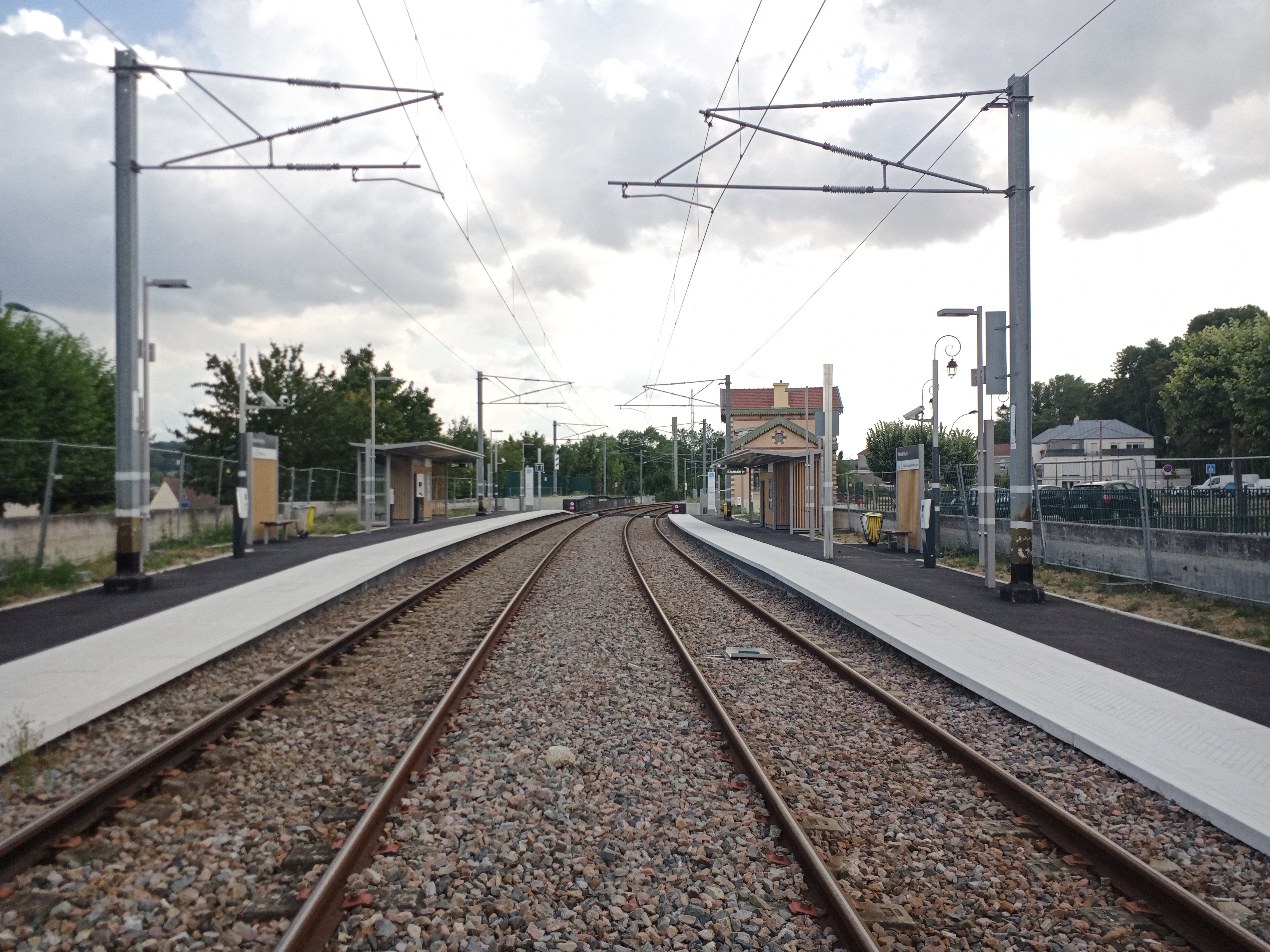
Quais et voies de la gare.

Lors de la réouverture de 2004, la gare était une simple halte, le bâtiment voyageurs n'étant plus utilisé. Chacun des deux quais était équipé d’un abri et de plusieurs bancs et d'appuis ischiatiques. Le quai en direction de Noisy-le-Roi bénéficiait d'un automate de vente de billets de banlieue. Les accès aux quais, ainsi qu'au souterrain de 3,5 m de large, se faisaient au moyen d'escaliers fixes et de rampes accessibles aux handicapés. Comme pour les autres gares de la ligne, une partie de chaque quai avait été ponctuellement rehaussé pour permettre l'accès des fauteuils roulants. Des vestiges de ces anciens quais sont toujours visibles au droit du bâtiment-voyageurs. À la suite de la reconversion de la ligne, dorénavant exploitée avec des trams-trains, les quais ont été rabaissés sur la longueur utile au nouveau matériel roulant et deux passages à niveau ont été ajoutés aux  extrémités des quais pour permettre la traversée piétonne des voies. Le passage souterrain est néanmoins conservé, contrastant avec le cas des gares de Bellevue-Funiculaire ou de Gargan qui ont vu leur passage souterrain muré ou comblé après leur transformation en station de tramway.

### Desserte
Jusqu'en juillet 2019, la gare était desservie par les trains de la Grande Ceinture Ouest (rattachée au réseau Saint-Lazare du Transilien, ligne L). 
La fréquentation initialement attendue de 400 voyageurs par jour, s'est avérée modeste par rapport au reste de la ligne.
La gare est desservie par la ligne 13 du tramway d'Île-de-France depuis le 6 juillet 2022, reliant les gares de Saint-Germain-en-Laye et Saint-Cyr.

### Intermodalité
La gare est desservie par les lignes R5 et 11 du réseau de bus de Saint-Germain Boucles de Seine.

## Galerie de photographies

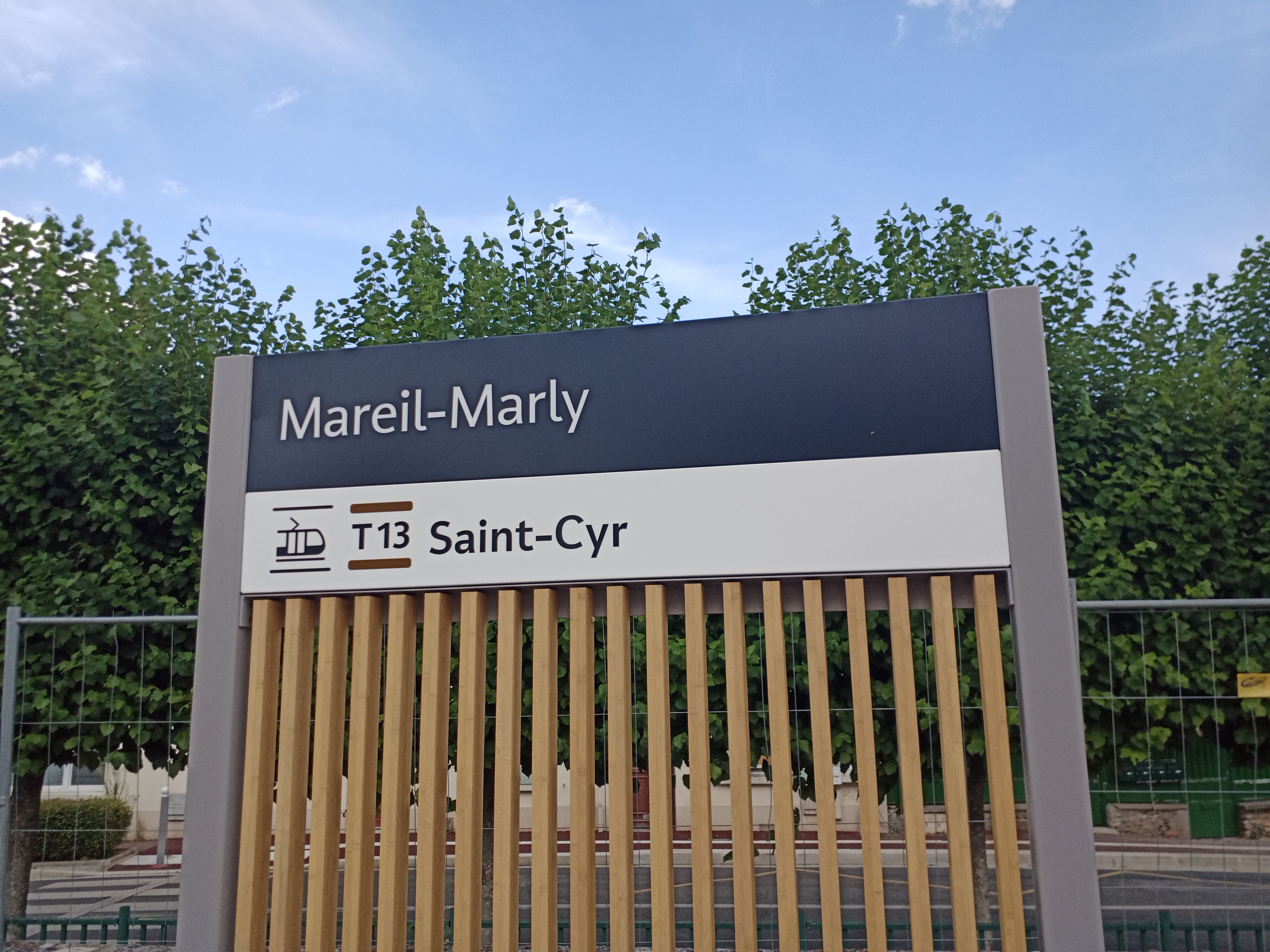
Signalétique.
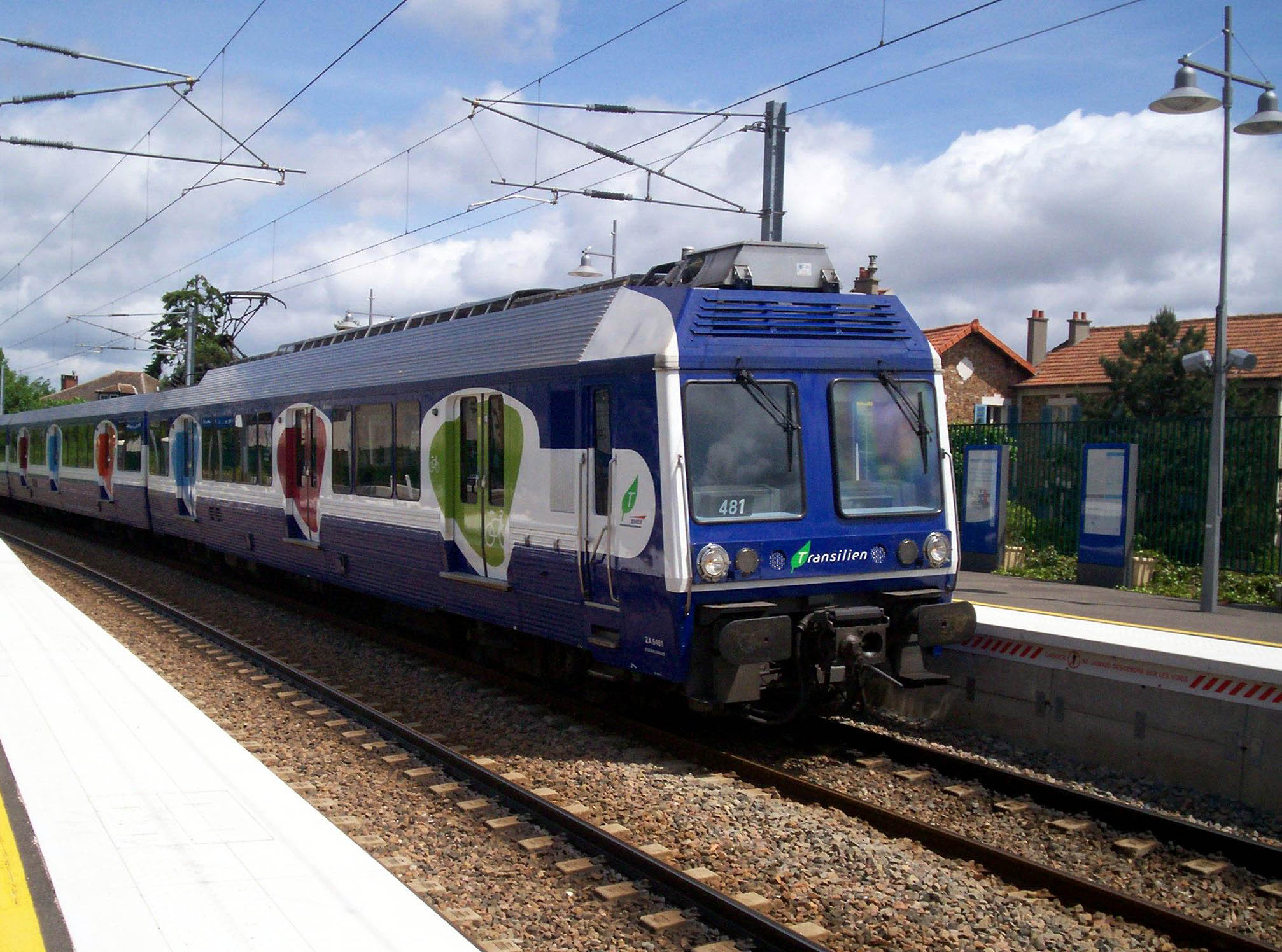
Train de la GCO à Mareil-Marly.
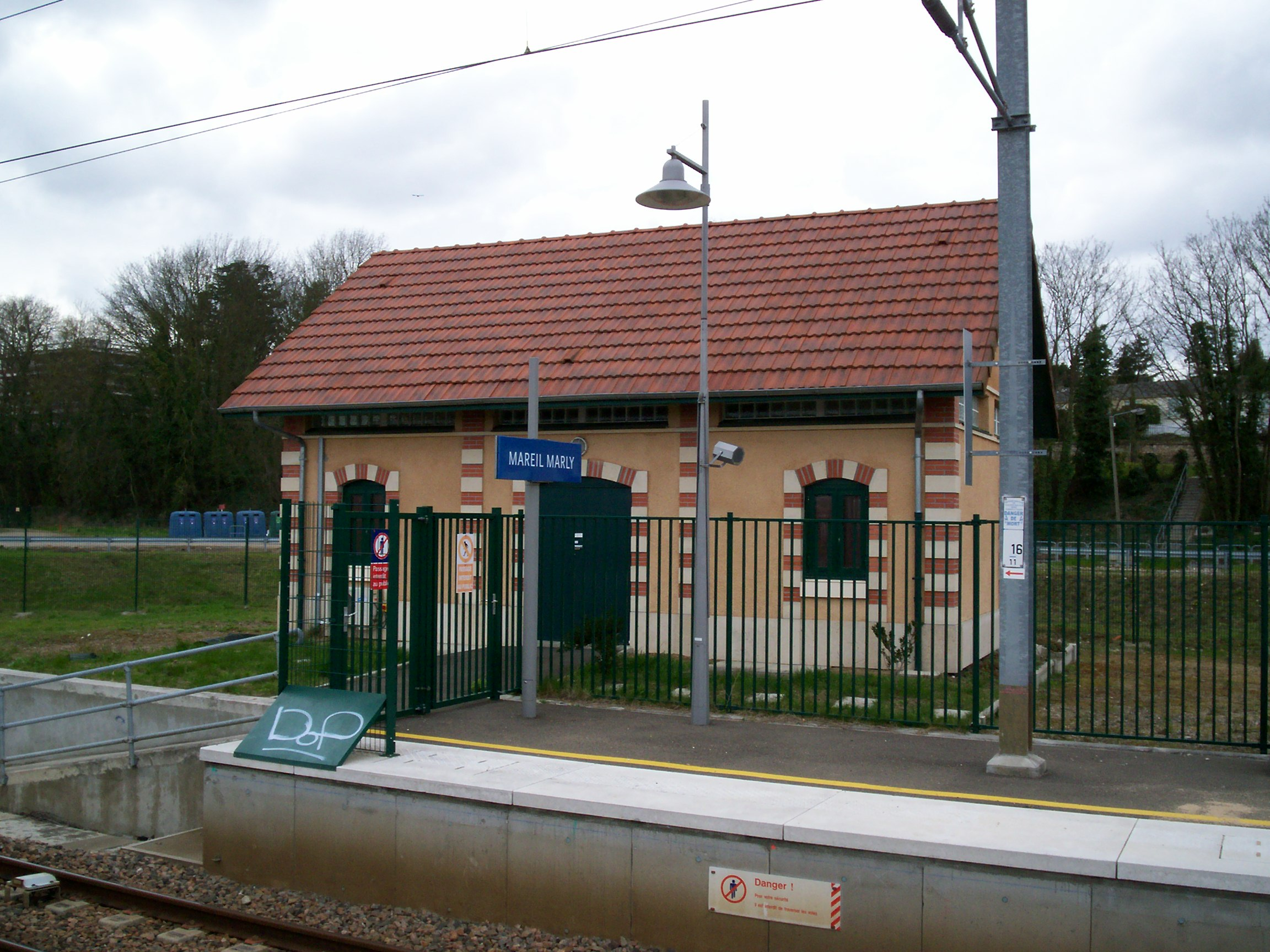
Bâtiment technique.
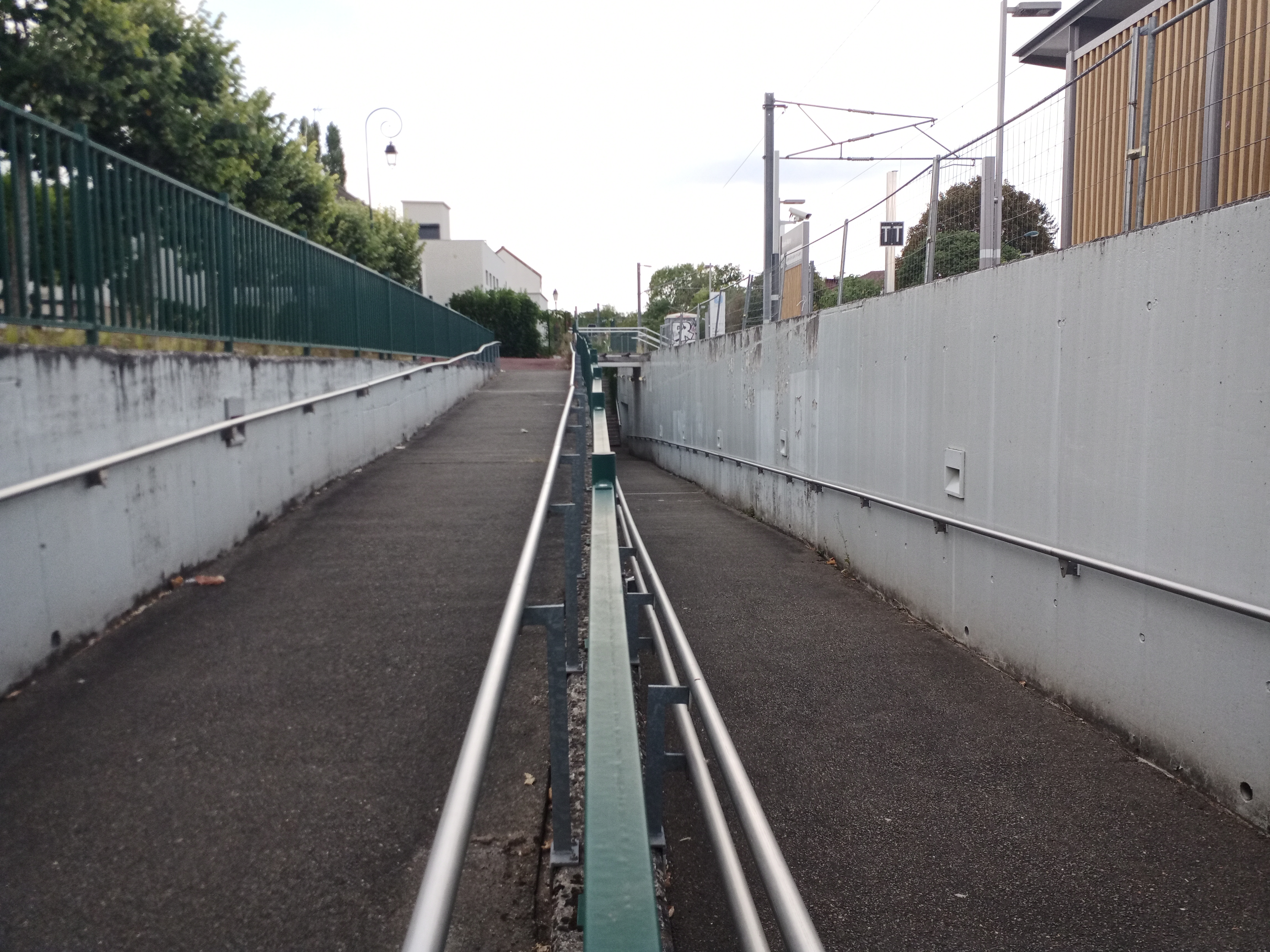
Accès aux quais pour les personnes à mobilité réduite.

## Modélisme
La firme Régions & Compagnies commercialise un modèle réduit à l’échelle HO de la gare de Saint-Cyr-Grande-Ceinture ainsi que celui d'un bâtiment annexe et de l'abri de quai. Ces maquettes portant le nom de la gare de Saint-Cyr peuvent également représenter les autres gares de la ligne de la grande ceinture de Paris ainsi que celles de la ligne de Saint-Cloud à Saint-Nom-la-Bretèche - Forêt-de-Marly.